# Lajos Gönczy
Lajos Gönczy (Szeged, 24 de febrer de 1881 – Galítsia, 4 de desembre de 1915) va ser un atleta hongarès que va competir a cavall del segle xix i del segle xx.
Especialitzat en el salt d'alçada, va prendre part en els Jocs Olímpics de París el 1900 en què guanyà la medalla de bronze en la prova del Salt d'alçada amb un millor salt d'1m 75cm i quedant per darrere Irving Baxter i Patrick Leahy.
Quatre anys més tard tornà a disputar la mateixa prova a Saint Louis, però en aquesta ocasió acabà quart, a dos centímetres de les medalles. En el salt d'alçada aturat acabà en cinquena posició.
En Atenes 1906 tornà a disputar les mateixes proves que el 1904, guanyant la plat en la prova del Salt d'alçada i acabant cinquè en el salt d'alçada aturat.

## Millors marques
- Salt d'alçada. 1m 82cm, el 1902[1]